# Fruges
Fruges är en kommun i departementet Pas-de-Calais i regionen Hauts-de-France i norra Frankrike. Kommunen ligger i kantonen Fruges som tillhör arrondissementet Montreuil. År 2022 hade Fruges 2 349 invånare.

## Befolkningsutveckling
Antalet invånare i kommunen Fruges
| Referens: INSEE |